# Liste der Monuments historiques in Pargues
Die Liste der Monuments historiques in Pargues führt die Monuments historiques in der französischen Gemeinde Pargues auf.

## Liste der Immobilien
| Bezeichnung                  | Beschreibung                                                            | Standort                                   | Kennzeichnung | Schutzstatus | Datum | Bild           |
| ---------------------------- | ----------------------------------------------------------------------- | ------------------------------------------ | ------------- | ------------ | ----- | -------------- |
| Friedhofskreuz               | mit Altar; Kalkstein, 1680                                              | Rue Saint-Nicolas, auf dem Friedhof (Lage) | PA00078175    | Inscrit      | 1925  | weitere Bilder |
| Kirche Nativité-de-la-Vierge | ab dem späten 12. Jahrhundert                                           | Rue Saint-Nicolas (Lage)                   | PA00078176    | Classé       | 1988  | weitere Bilder |
| Windrad                      | Wasserturm mit Windrad, von 1901 bis 1903 erbaut, Architekt Ludovic Sot | 3bis rue de l’Orme (Lage)                  | PA10000031    | Classé       | 2011  | weitere Bilder |

## Liste der Objekte
| Bezeichnung                   | Beschreibung                                                                | Standort                                   | Kennzeichnung | Schutzstatus | Datum | Bild |
| ----------------------------- | --------------------------------------------------------------------------- | ------------------------------------------ | ------------- | ------------ | ----- | ---- |
| Skulptur Heiliger Rochus      | Eichenholz, farbig gefasst, 16. Jahrhundert                                 | in der Kirche Nativité-de-la-Vierge (Lage) | PM10004848    | Inscrit      | 1979  |      |
| Skulptur Unterweisung Mariens | Kalkstein, farbig gefasst, 16. Jahrhundert                                  | in der Kirche Nativité-de-la-Vierge (Lage) | PM10001444    | Classé       | 1913  |      |
| Skulptur Heiliger Nikolaus    | Kalkstein, farbig gefasst, um 1600                                          | in der Kirche Nativité-de-la-Vierge (Lage) | PM10004846    | Inscrit      | 1979  |      |
| Skulptur Heiliger Georg       | Kalkstein, farbig gefasst, 16. Jahrhundert                                  | in der Kirche Nativité-de-la-Vierge (Lage) | PM10001445    | Classé       | 1980  |      |
| Skulptur Heiliger Eligius     | Kalkstein, farbig gefasst, um 1600                                          | in der Kirche Nativité-de-la-Vierge (Lage) | PM10004847    | Inscrit      | 1979  |      |
| Skulptur Heilige Barbara      | Kalkstein, farbig gefasst und vergoldet, zweite Hälfte des 16. Jahrhunderts | in der Kirche Nativité-de-la-Vierge (Lage) | PM10004849    | Inscrit      | 1979  |      |
| Skulptur Madonna mit Kind     | Kalkstein, farbig gefasst und vergoldet, 14. Jahrhundert                    | in der Kirche Nativité-de-la-Vierge (Lage) | PM10001443    | Classé       | 1908  |      |